# Міністерство з податків та зборів Республіки Білорусь
Міністерство з податків і зборів Республіки Білорусь — республіканський орган державного управління Білорусі.

## Історія
Державна податкова служба в республіці була створена постановою Ради Міністрів БРСР від 1990/04/02 № 78 в системі Міністерства фінансів БРСР у складі - Головна державна податкова інспекція Мінфіну БРСР і 185 державних податкових інспекцій по областях, містах та районах.
Постановою Ради Міністрів Республіки Білорусь від 1992/08/05 № 485 «Питання зміцнення податкової служби» у Головній державній податковій інспекції створено управління податкових розслідувань та відповідні підрозділи у державних податкових інспекціях по областях і р. Мінську і в містах з чисельністю населення понад 90 тис. осіб.
Указом Президента Республіки Білорусь від 1994/10/17 № 150 Головна державна податкова інспекція при Міністерстві фінансів, перейменована в Головну державну податкову інспекцію при Кабінеті Міністрів Республіки Білорусь і наділена правами міністерств і самостійних відомств.
Указом Президента Республіки Білорусь від 1997/01/11 № 30 Головна державна податкова інспекція при Кабінеті Міністрів Республіки Білорусь була перетворена у Державний податковий комітет Республіки Білорусь, який увійшов в систему республіканських органів державного управління, підлеглих Уряду Республіки Білорусь.
Указом Президента Республіки Білорусь від 2001/09/24 № 516 Державний податковий комітет перетворено в Міністерство з податків і зборів Республіки Білорусь. Указом Президента Республіки Білорусь від 1998/11/04 № 527 встановлено професійне свято «День працівників податкових органів», який відзначається у Білорусі щорічно у другу неділю липня.

## Апарат
- Міністр
- Перший заступник Міністра
- Заступники Міністра: 
  - Заступник Міністра (три заступники)

## Структура
В структуру міністерства входять 155 інспекцій, з них 7 - по областях і в м.Мінську, 148 - по районам, містам, районам у містах.
Структура центрального апарату міністерства:
- Управління контролю, діловодства та матеріально-технічного забезпечення
- Головне управління методології оподаткування організацій
- Головне управління оподаткування фізичних осіб
- Головне управління міжнародного податкового співробітництва
- Головне управління обліку податків і відомчого контролю
- Головне управління інформаційних технологій
- Головне управління організації контрольної діяльності
- Головне управління контролю підакцизних товарів та електронних технологій
- Управління організаційно-кадрової політики
- Юридичне управління
- Управління фінансування, бухгалтерського обліку та звітності
- Управління власної безпеки та спецзаходів
- Відділ інформаційно-роз'яснювальної роботи